# Lockhart (Alabama)
Lockhart – miasto w Stanach Zjednoczonych, w stanie Alabama, w hrabstwie Covington. W roku 2023 miasto zamieszkiwało 446 osób, a gęstość zaludnienia wynosiła 153,8 osoby/km².